# Asialeyrodes sphaerica
Asialeyrodes sphaerica là một loài côn trùng cánh nửa trong họ Aleyrodidae, phân họ Aleyrodinae.
Asialeyrodes sphaerica được Sundararaj & Dubey miêu tả khoa học đầu tiên năm 2006.